# Ramsgreave
Ramsgreave – civil parish w Anglii, w Lancashire, w dystrykcie Ribble Valley. W 2011 civil parish liczyła 817 mieszkańców.